# Grupoid
Grupoid, rzadziej magma – zbiór {\displaystyle G} z określonym na nim dowolnym działaniem dwuargumentowym, czyli pewną funkcją
{\displaystyle \cdot \colon G\times G\to G}.
Zazwyczaj zamiast {\displaystyle \cdot (x,y)} stosuje się notację multiplikatywną {\displaystyle x\cdot y} lub po prostu {\displaystyle xy,} rzadziej notację addytywną {\displaystyle x+y.} Działanie opisywane notacją multiplikatywną nazywa się mnożeniem, a addytywną – dodawaniem. Notację i terminologię addytywną stosuje się zazwyczaj, gdy działanie grupoidu jest przemienne.
Grupoid jest algebrą {\displaystyle {\mathcal {A}},} której sygnatura składa się z jednej operacji binarnej.

## Podgrupoidy i zbiory generujące
Niepusty podzbiór {\displaystyle P} grupoidu {\displaystyle G} nazywany jest podgrupoidem grupoidu {\displaystyle G,} jeśli z {\displaystyle a\in P} i {\displaystyle b\in P} wynika, że
{\displaystyle ab\in P.}
Jeśli {\displaystyle A} jest podzbiorem grupoidu {\displaystyle G,} to część wspólna wszystkich podgrupoidów {\displaystyle G} zawierających {\displaystyle A} jest najmniejszym podgrupoidem grupoidu {\displaystyle G} zawierającym zbiór {\displaystyle A;} grupoid ten nazywany jest podgrupoidem grupoidu {\displaystyle G} generowanym przez {\displaystyle A} i oznaczany czasem przez symbol {\displaystyle \langle A\rangle .} Na przykład w grupoidzie liczb naturalnych {\displaystyle \mathbb {N} } z działaniem dodawania podgrupoid generowany przez {2} jest podgrupoidem liczb parzystych. W grupoidzie liczb naturalnych {\displaystyle \mathbb {N} } z działaniem mnożenia podgrupoidem generowanym przez {2} jest podgrupoid potęg liczby 2 o wykładnikach całkowitych nieujemnych.
W grupoidzie liczb naturalnych {\displaystyle \mathbb {N} } z działaniem dodawania zbiorem generującym {\displaystyle \mathbb {N} } jest {1}. W grupoidzie liczb naturalnych {\displaystyle \mathbb {N} } z działaniem mnożenia zbiorem generującym {\displaystyle \mathbb {N} } jest zbiór liczb pierwszych. Wynika to z podstawowego twierdzenia arytmetyki.

## Rząd grupoidu
Jeśli {\displaystyle G} jest grupoidem, to moc {\displaystyle |G|} zbioru {\displaystyle G} nazywamy jego rzędem. Jeśli rząd grupoidu jest skończony, możemy jego działanie opisać za pomocą tablicy Cayleya. Grupoid {\displaystyle \mathbb {Z} _{4}} reszt z dzielenia przez 4 jest rzędu 4, bo {\displaystyle \mathbb {Z} _{4}} = {0, 1, 2, 3}. Grupoid przekształceń zbioru 2-elementowego (z działaniem składania przekształceń), też jest rzędu 4.

## Elementy neutralne grupoidu
W grupoidzie {\displaystyle G} element {\displaystyle e} ({\displaystyle f}) nazywamy lewostronnym (prawostronnym) elementem neutralnym, jeśli dla każdego {\displaystyle x\in G} spełniona jest równość {\displaystyle ex=x} ({\displaystyle xf=x}). Jeśli grupoid {\displaystyle G} zawiera zarówno lewostronny element neutralny {\displaystyle e,} jak i prawostronny element neutralny {\displaystyle f,} to {\displaystyle e=f,} bo {\displaystyle e=ef=f.} Taki element nazywamy albo obustronnym elementem neutralnym, albo po prostu elementem neutralnym. Dlatego w grupoidzie zachodzi jedna z czterech ewentualności:
1. grupoid nie zawiera ani prawostronnych ani lewostronnych elementów neutralnych,
2. grupoid zawiera przynajmniej jeden lewostronny element neutralny, a nie zawiera prawostronnego elementu neutralnego,
3. grupoid zawiera przynajmniej jeden prawostronny element neutralny, a nie zawiera lewostronnego elementu neutralnego,
4. grupoid zawiera obustronny element neutralny i nie zawiera żadnych innych lewostronnych bądź prawostronnych elementów neutralnych.

## Ideały grupoidu
Jeśli {\displaystyle A} i {\displaystyle B} są podzbiorami grupoidu {\displaystyle G,} to ich iloczynem {\displaystyle AB} nazywamy zbiór wszystkich elementów postaci {\displaystyle ab,} gdzie {\displaystyle a\in A,b\in B.} Jeśli {\displaystyle A=\{a\}(B=\{b\}),} to iloczyn {\displaystyle AB} zapisujemy {\displaystyle aB} (odpowiednio {\displaystyle Ab}).
Lewym (prawym) ideałem grupoidu {\displaystyle G} nazywamy taki niepusty podzbiór {\displaystyle A} zbioru {\displaystyle G,} że {\displaystyle GA\subseteq G} {\displaystyle (AG\subseteq G).} Ideałem dwustronnym, albo po prostu ideałem grupoidu {\displaystyle G} nazywamy podzbiór, który jest jednocześnie prawym i lewym. Jeżeli działanie w grupoidzie jest przemienne, to każdy jego ideał jest dwustronny. W grupoidzie liczb naturalnych {\displaystyle \mathbb {N} } z działaniem mnożenia ideałami są sumy mnogościowe zbiorów wielokrotności poszczególnych liczb
Grupoid jest swoim ideałem dwustronnym. Grupoid {\displaystyle G} nazywamy grupoidem prawostronnie pierwszym (lewostronnie pierwszym), jeśli {\displaystyle G} jest swoim jedynym prawym (lewym) ideałem. Grupoid nazywamy grupoidem pierwszym, jeśli jest swoim jedynym ideałem dwustronnym. Grupa jest grupoidem pierwszym, zarówno lewostronnie, jak i prawostronnie.
Jeśli {\displaystyle A} jest niepustym podzbiorem grupoidu {\displaystyle G,} to część wspólna wszystkich ideałów (lewych, prawych lub obustronnych) zawierających {\displaystyle A} nazywamy ideałem (odp. lewym, prawym lub obustronnym) generowanym przez {\displaystyle A.}

## Homomorfizm grupoidów
Odwzorowanie {\displaystyle \varphi \colon G\to H,} gdzie {\displaystyle (G,\circ )} i {\displaystyle (H,\cdot )} są grupoidami nazywamy homomorfizmem grupoidów, jeśli:
{\displaystyle \varphi (a\circ b)=\varphi (a)\cdot \varphi (b)}
Jeśli homomorfizm grupoidów jest odwzorowaniem wzajemnie jednoznacznym, to jest nazywany izomorfizmem.

## Przykłady
- grupa
- półgrupa
- monoid,
- quasi-grupa
- zbiór liczb naturalnych z działaniem potęgowania, tzn. {\displaystyle (\mathbb {N} ,^{\wedge }),} gdzie {\displaystyle ^{\wedge }(a,b)=a^{b}}
- zbiór liczb naturalnych z działaniem dodawania
- zbiór liczb naturalnych z działaniem mnożenia.